# راوب (ایندیانا)
راوب (به انگلیسی: Raub) یک منطقهٔ مسکونی در ایالات متحده آمریکا است که در شهرستان بنتون، ایندیانا واقع شده‌است. راوب ۲۲۳٫۱۲ متر بالاتر از سطح دریا واقع شده‌است.